# Mendive
 Mendive  (en euskera Mendibe) es una población y comuna francesa, en la región de Aquitania, departamento de Pirineos Atlánticos, en el distrito de Bayona y cantón de Montaña Vasca.

## Heráldica
En campo de gules, dos fajas de plata, acompañadas de dos veneras de plata, puestas en el abismo, y de tres cruces flordelisadas (o del Temple) de oro, dos en jefe y una en punta.

## Demografía
| Gráfica de evolución demográfica de Mendive entre 1800 y 2012 |
|                                                               |

Fuentes: Ldh/EHESS/Cassini e INSEE.